# Enhydrosomella kuehnemanni
Enhydrosomella kuehnemanni is een eenoogkreeftjessoort uit de familie van de Cletodidae. De wetenschappelijke naam van de soort is voor het eerst geldig gepubliceerd in 1968 door Pallares.